# Unai Marrero
Unai Marrero Larrañaga (Azpeitia , Guipúzcoa, 9 de octubre de 2001) es un futbolista español que juega como guardameta en la Real Sociedad de la Primera División RFEF.

## Trayectoria
Nacido en Azpeitia, Guipúzcoa, Unai es un guardameta formado en la cantera de Lagun Onak, antes de ingresar en verano de 2016 en la cantera de la Real Sociedad de Fútbol tras una temporada en el Cadete de Honor.  
En la temporada 2016-17, formó parte del equipo de Liga Vasca Cadete que se proclamaría campeón de Liga e iría quemando etapas en el juvenil de Zubieta.
En la temporada 2020-21, formaría parte de la Real Sociedad "C" de Tercera División de España, a las órdenes de Sergio Francisco con el que lograría el ascenso a la Segunda División RFEF. Además, en febrero de 2021 iría convocado por el primer equipo en un encuentro de Europa League.
En la temporada 2021-22, sería el guardameta titular de la plantilla de la Real Sociedad "C" de la Segunda División RFEF y el tercer guardameta de la Real Sociedad "B" de la Segunda División de España.
El 10 de octubre de 2021, debutó en la Segunda División de España ante la SD Ponferradina en un empate a uno, saltando al terreno de juego en el minuto 8 de partido tras la expulsión de Andoni Zubiaurre.
El 2 de enero de 2024, Unai debutó en un partido de la Primera División de España ante el Deportivo Alavés que se disputó en El Estadio de Anoeta y que terminaría en empate.  
El 24 de Octubre el guardameta debutó en la Europa League en Belgrado.  
El 13 de febrero del 2025, la Real ganó 1-2 en Dinamarca con una muy buena actuación del azpeitiarra.  

## Clubes
| Club              | País   | Año             | Partidos |
| ----------------- | ------ | --------------- | -------- |
| Real Sociedad "C" | España | 2020-actualidad | 27       |
| Real Sociedad "B" | España | 2021-actualidad | 1 (1)    |